# Max Wilberg
Max Wilberg (* 8. Juni 1869 in Frankfurt (Oder); † 14. Juni 1934 ebenda) war ein deutscher Pädagoge, Historiker, Numismatiker, Heimatkundler und Genealoge.

## Leben
Wilberg stammte aus Frankfurt (Oder) und gehörte neben dem Kaufmann Peter Philipp Adler (1726–1814) und dem Landgerichtsdirektor Franz Bardt (1843–1897) zu den drei weithin bekannt gewordenen Numismatikern, die diese Stadt hervorgebracht hat. 
Als Sohn eines Pädagogen, Privatgelehrten und Schriftstellers war Wilberg die spätere Laufbahn gewissermaßen vorgezeichnet. Er besuchte das dortige städtische Friedrichs-Gymnasium und studierte nach erlangter Reife an den Universitäten Marburg und Berlin alte Sprachen (Griechisch, Latein), Deutsch und Geschichte.
Nach dem Abschluss des Studiums sammelte er an verschiedenen privaten Erziehungsanstalten praktische Erfahrungen und kehrte mit 33 Jahren 1902 als „Kandidat des höheren Lehramts“ in seine Heimatstadt und an das Friedrichs-Gymnasium zurück. Hier wirkte er 31 Jahre als Oberlehrer und schließlich Studienrat. Für seine langjährigen Verdienste um die Förderung des Erziehungswesens der Stadt Frankfurt wurde ihm 1915 der Professorentitel „mit dem Rang der Räte“ 4. Klasse verliehen.
Er blieb lange unverheiratet und lebte an der Seite seiner verwitweten Mutter. Als er nach ihrem Ableben eine Lebensgefährtin gefunden hatte, wurde sie ihm bald durch den Tod wieder entrissen. So widmete er sich mit ganzer Kraft seinem Beruf und wissenschaftlichen Studien in verschiedenen Interessengebieten.
Aufgrund einer Notverordnung und um jüngeren Kräften Platz zu machen, schied Wilberg am 29. Februar 1932 aus dem aktiven Schuldienst aus. Seine Pensionistenzeit, in der er sich nun uneingeschränkt seinen wissenschaftlichen Neigungen widmen wollte, währte nur wenig über zwei Jahre. Am 14. Juni 1934, kurz nach der Vollendung seines 65. Lebensjahres, starb Wilberg während des Studiums von Theodor Mommsens grundlegender Geschichte der römischen Münzen.

## Wissenschaftliche Arbeiten
Entsprechend seiner Ausbildung beschäftigte sich Wilberg zunächst in seiner Freizeit mit den altrömischen Lustspielen. Er übersetzte mehrere Stücke, kommentierte und publizierte sie. Einige wurden zu seiner Freude auch aufgeführt, so zum Beispiel „Menaechmi“ / „Die Zwillinge“ von Plautus im Stadttheater Frankfurt.
Aus Wilbergs speziellen Studien über die Münzen seiner Heimatstadt gingen zwei Arbeiten hervor, die er unter dem Titel „Die Münzen der Stadt Frankfurt a. Oder“ veröffentlichte; eine mehr populär gehaltene Abhandlung erschien 1907 in der Frankfurter Oder-Zeitung und eine wissenschaftliche und umfangreiche 1910 in den Mitteilungen des historischen Vereins für Heimatkunde zu Frankfurt a. Oder Heft 24, S. 27–38 (Besprechungen in Numismatisches Literatur-Blatt 29, 1908). Weitere kleine numismatische Arbeiten von ihm erschienen zumeist in den Berliner Münzblättern, so unter anderem die Bearbeitung des Münzfundes von Wadelsdorf/Niederlausitz in Jg. 33 (1912), S. 476–480.
Wilbergs umfangreichstes Werk war jedoch die Zusammenstellung der „Regenten-Tabellen“, das 1906 im Frankfurter Verlag von Paul Beholtz erschien. Wie er im Vorwort betont, ging es aus seinen frühen numismatischen Studien hervor, mit denen er 23 Jahre zuvor begonnen hatte und wurde zunächst allein für seine privaten Zwecke angelegt.
Paul Joseph, der Herausgeber der in Frankfurt am Main erscheinenden Frankfurter Münzzeitung anerkennt in seiner Rezension des Werkes im Jahrgang 6 (1906) besonders die „Unsumme von Arbeit …, die durch das Sammeln, Ordnen und Druckfertigmachen des Materials entstanden ist. Dem Herrn Verfasser gebührt Dank und Anerkennung aller, die sein bis auf die neueste Zeit fortgeführtes Werk benutzen werden.“
Auch seitens eines Regenten aus den verzeichneten Herrscherhäusern erfolgte eine Anerkennung der immensen Arbeit. Der Fürst Leopold IV. von Lippe-Detmold, dem Wilberg sein Buch gewidmet hatte, zeichnete ihn mit dem „Orden für Kunst und Wissenschaft, der Lippischen Rose am Ringe“ aus.

## Schriften
- Regenten-Tabellen. Eine Zusammenstellung der Herrscher von Ländern aller Erdteile bis zum Beginn des 20. Jahrhunderts. Beholtz, Frankfurt (Oder) 1906 (Digitalisat).
- Die Münzen der Stadt Frankfurt a. Oder. In: Mittheilungen des Historisch-Statistischen Vereins (dann Historischer Verein für Heimatkunde) zu Frankfurt a. O. Nummer 24, 1910, S. 27–38 (PDF).

| Personendaten    | Personendaten                                                 |
| ---------------- | ------------------------------------------------------------- |
| NAME             | Wilberg, Max                                                  |
| KURZBESCHREIBUNG | deutscher Pädagoge, Numismatiker, Heimatkundler und Genealoge |
| GEBURTSDATUM     | 8. Juni 1869                                                  |
| GEBURTSORT       | Frankfurt (Oder)                                              |
| STERBEDATUM      | 14. Juni 1934                                                 |
| STERBEORT        | Frankfurt (Oder)                                              |